# 2067
2067 — 2067 рік нашої ери, 67 рік 3 тисячоліття, 67 рік XXI століття, 7 рік 7-го десятиліття XXI століття, 8 рік 2060-х років.

## Очікувані події
- 15 липня 11:56 UTC — затемнення Нептуна Меркурієм. Цю рідкісну подію буде дуже важко спостерігати із Землі.
- Жовтень — радіопослання «Космічний поклик», відправлене з 70-метрового євпаторійського радіотелескопу в 1999 році в рамках програми послання позаземним цивілізаціям, досягне своєї мети — зірки HD 178428.

## Вигадані події
- Старт зорельоту Friendship One в телесеріалі «Зоряний шлях:Вояджер».